# El Gastor
El Gastor er en by og kommune i det sydlige Spanien i provinsen Cádiz. Den har et indbyggertal på 1.698 (2024) indbyggere.